# Vulamehlo
Vulamehlo (officieel Vulamehlo Local Municipality) is een gemeente in het Zuid-Afrikaanse district Ugu.
Vulamehlo ligt in de provincie KwaZoeloe-Natal en telt 77.403 inwoners.

## Hoofdplaatsen
Het nationaal instituut voor de statistiek, Stats SA, deelt sinds de census 2011 deze gemeente in in 66 zogenaamde hoofdplaatsen (main place):
Adams Rural • Amahwaqa • Beula • Bhobhobho • Bhudubhudu • Braemar • Dududu • Dumisa • Echobeni • Egudwini • Ehlanzeni • Emahlathini • eMandlalathi • Emgangeni • eMjunundwini • eTshenkombo • Glen Albyn • Itshehlophe • KaDlangezwa • kaMpuco • Kenterton • KwaDonsa • KwaDumisa • KwaFakazi • KwaLembe • KwaQumbu • Kwa-Rwayi • KwaSunduzwayo • Madudubala • Magwaza • Mashiwase • Mathongwana • Mayfield • Mbongolwane • Mbulula • Mdumezulu • Mfume • Mkhumbani • Mkhunya • Mphambanyoni • Mqangqala • Mtoli • Mysieland • Ncazuka • Ncombololo • Ndaya • Ngwadini • Nhlazanyoni • Nkwali • Ntabesikopo • Ntontonto • Ntshaseni • Ntshingwana • Ntukwini • Ntweka • Odidini • Okhalweni • Ophondweni • Salaap • Umbumbulu • Ungendwa • Vernon Crookes • Vonguzana • Vulamehlo NU • Vulindlela • Wubwini.